# Andrea Jory
Andrea Jory (Aosta, 23 maggio 1957) è un ex bobbista italiano.

## Biografia
Partecipò con la Nazionale di bob dell'Italia ai Giochi olimpici di Lake Placid 1980, nel bob a due insieme al frenatore Edmund Lanziner, dove ha terminato 14º con il tempo totale di 4'16"34, e nel bob a quattro con Georg Werth, Edmund Lanziner e Giovanni Modena, dove ha chiuso 11º in 4'05"30.
Conclusa l'attività bobbistica, ha svolto l'attività di guida alpina e maestro di sci a Breuil-Cervinia e  Champoluc.